# Pâine și sare

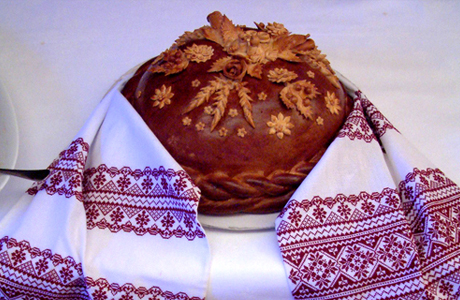
Pâine și sare în ștergar artizanal

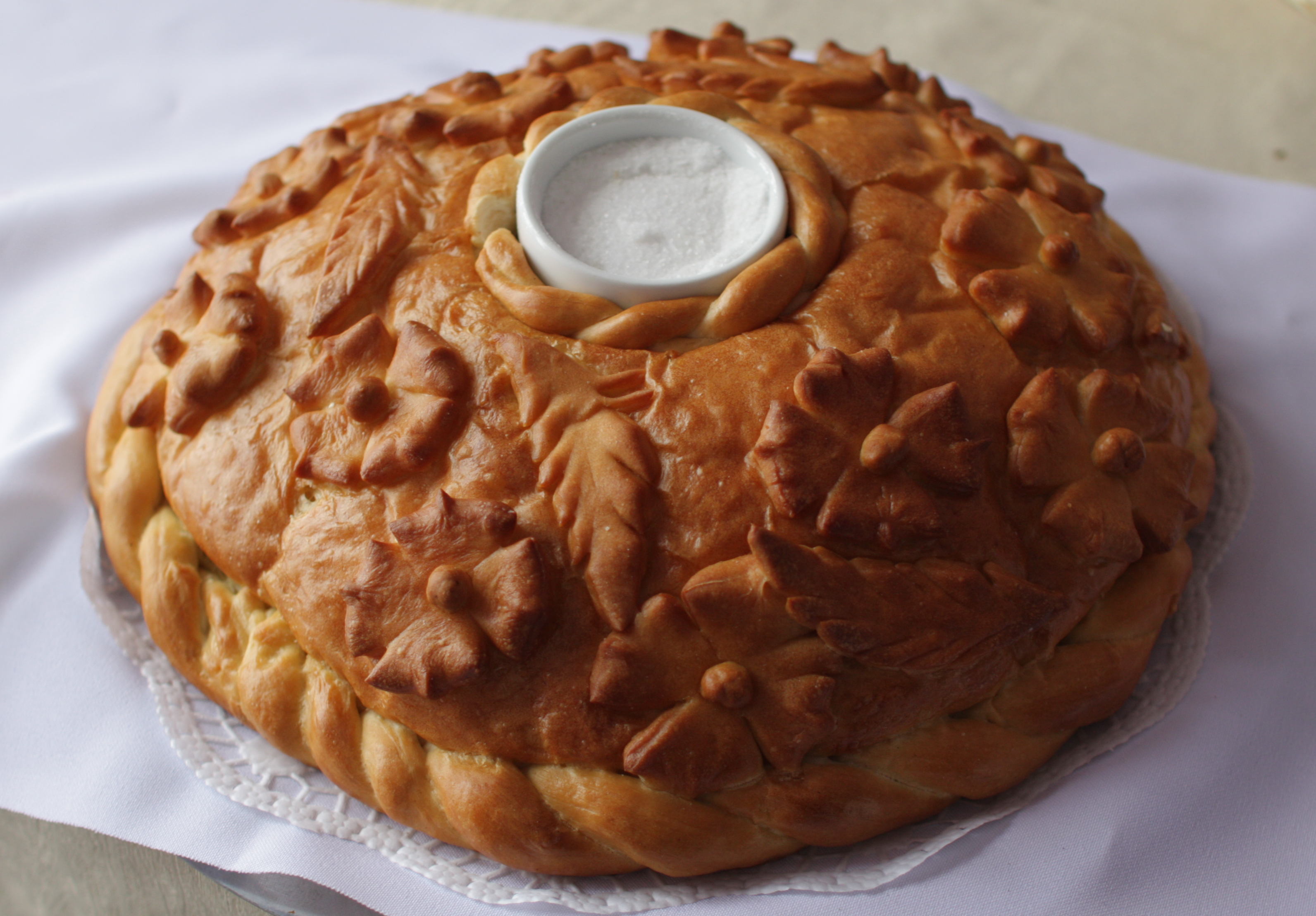
Pâinea și sarea la români: simboluri de ospitalitate și de prietenie

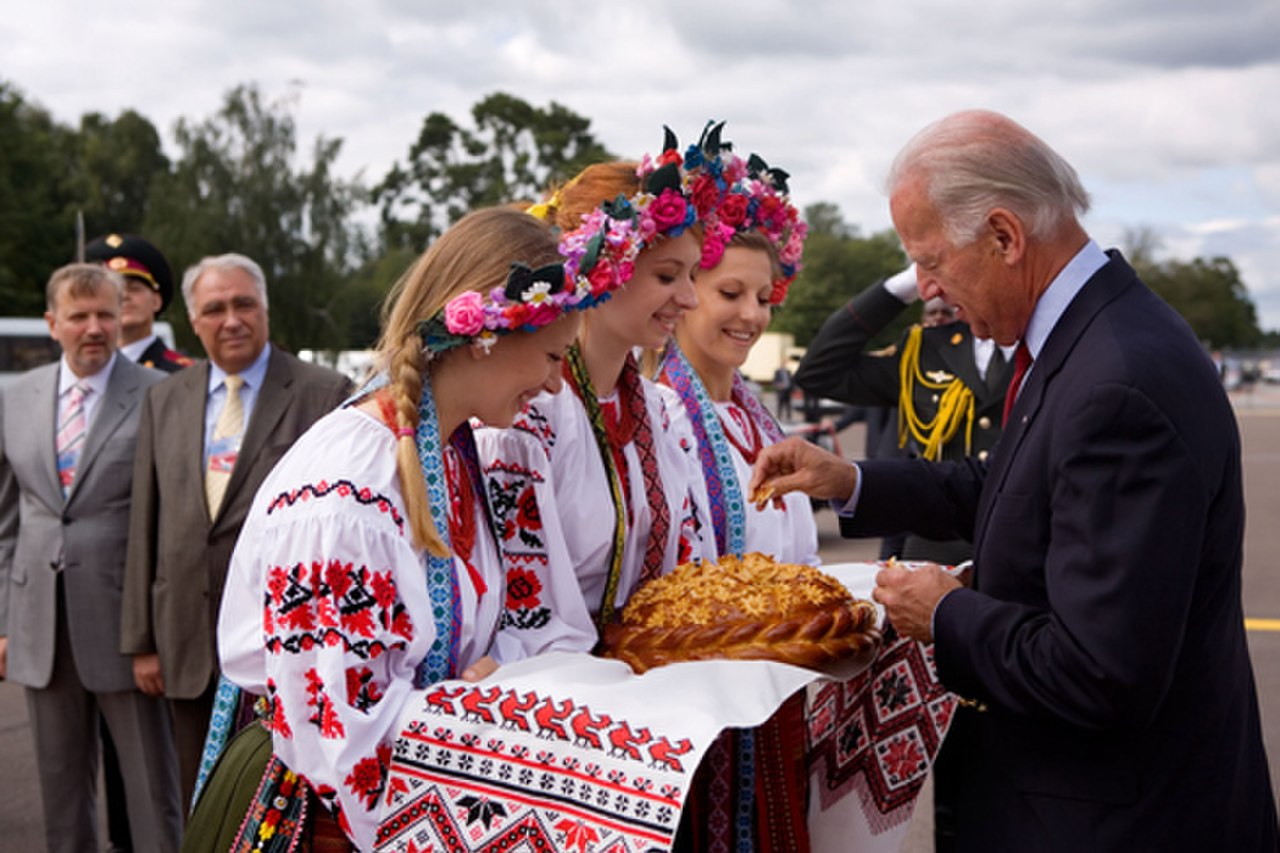
Întâmpinarea vicepreședintelui american Joe Biden la Kiev (20 iulie 2009)

Pâinea și sarea sunt două elemente incluse în obiceiul mai multor popoare slave din estul Europei (bielorusă: Хлеб і соль; bulgară: Хляб и сол; macedoniană: Леб и сол; croată: Kruh i sol; sârbă: Хлеб и со / Hleb i so; poloneză: Chleb i Sól; slovacă: Chleb a sol, cehă: Chleb a sol, rusă: Хлеб-соль, ucraineană: Хліб і сіль), obicei preluat de popoarele vecine - lituanieni (lituaniană: Duona ir druska), letoni (letonă: Sālsmaize) și români - de a-și întâmpina oaspeții, în semn de ospitalitate și de prietenie. Tradiția este cunoscută și în Albania (albaneză: bukë, kripë e zemër), Armenia (armeană: ūān ūrū ārānājā, agh u hats), Diaspora Evreiască și Orientul Mijlociu.
Acest obicei se regăsește frecvent cu ocazia vizitelor oficiale, în care oaspeții sunt primiți cu o pâine rotundă frumos lucrată, așezată pe un ștergar artizanal alb sau brodat. Din acea pâine oaspeții gustă o mică bucată, cu sare. Această tradiție a fost observată și în timpul zborului spațial.